# André Béhotéguy
Pour les articles homonymes, voir Béhotéguy.

a Compétitions nationales et continentales officielles uniquement.

b Matchs officiels uniquement.
André Béhotéguy, né le 19 octobre 1900 à Bayonne et mort le 14 juillet 1960 à Nice, est un joueur français de rugby à XV évoluant au poste de centre.

## Biographie
Évoluant au poste de trois-quarts centre, André Béhotéguy joue à l'Aviron bayonnais, puis à l'US Cognac à compter de la saison 1924-1925, ainsi qu'en équipe de France. Il connaît sa première sélection le 2 avril 1923 contre l'Angleterre.  Il fait partie de la 1re équipe victorieuse des Anglais, en 1927 à domicile, et du pays de Galles en 1928, toujours à domicile. Il est également champion de France d'aviron, et fait de plus partie de la sélection française d’athlétisme durant sa carrière rugbystique, au cours de l’année 1926. Il travaille dans le commerce du liège.
André Béhotéguy est porteur d'un sempiternel béret vissé sur le crâne. Son frère aîné, Henri Béhotéguy, né le 18 octobre 1898, joue à ses côtés au centre de la ligne arrière, à Bayonne, en sélection nationale (en 1928), ainsi qu’à Cognac.

## Palmarès
- Vice-champion de France en 1922 et 1923 (Aviron bayonnais)
- Vice-champion olympique en 1924 (son capitaine était alors Félix Lasserre, dit Poulet, un ancien de l’Aviron bayonnais, où il joua jusqu’en 1921 avant de rejoindre l’US Cognac)

## Statistiques en équipe nationale
- 19 sélections
- 28 points (5 essais, 1 drop, 1 pénalité, 3 transformations)
- 4 fois capitaine (de 1927 à 1929)
- Sélections par année : 1 en 1923, 6 en 1924, 1 en 1926, 3 en 1927, 5 en 1928, 3 en 1929.
- Participation au Tournoi des Cinq Nations en 1923, 1924 et de 1926 à 1929.